# Gift Trap
Gift Trap («подарункова пастка») — настільна гра 2006 року, винайдена Ніком Келлетом (на основі ідеї, яку надихнула його старша дочка в 2004 році). «Подарункова пастка» описується як «Весела гра з обміну подарунками». Стратегія гри — покладатися на особисті знання або враження гравців один про одного, щоб обрати правильні подарунки для відповідних людей.

## Ігровий процес
Гравцям роздають картки із зображенням різних подарункових предметів. Гра включає набори різних рівнів гри (від простих подарунків до класу «люкс»). Гравці кладуть на ігрову дошку жетони лицьовою стороною вниз, щоб позначити подарунки, які вони б подарували кожному з інших гравців, і які подарунки вони хотіли б отримати самі. Потім жетони розкриваються, і гравці оцінюють відповідно до співвідношення жетонів дарування та отримання. Відповідно до результатів ходу, гравці переміщують фігури на другій дошці, яка позначає прогрес у грі: одна фігура — за вдало отримані подарунки, друга — за вдало подаровані (обидві мають зустрітися у кінцевому пункті), причому за небажаний подарунок відповідна фігура рухається на 4 кроки назад (тобто для гравця краще отримати або подарувати просто невдалий подарунок, аніж такий, який відповідний приймач подарунків позначив для себе як небажаний).

## Розвиток
Компанія Madhouse Creative створила упаковку та фірмовий стиль для гри. Зображення, використані для подарункових карток у грі, були ліцензовані за ліцензією Creative Commons Attribution; краудсорсинг використовувався для збору зображень для використання в грі як за допомогою фотоконкурсу, так і за допомогою онлайн-сайтів, таких як Flickr.com. Переможці отримали безкоштовну копію гри, а їхні імена були включені в гру.
Вебсайт Gift Trap завжди був невід'ємною частиною його історії; на ньому представлені конкурси та демонструються всі ілюстрації подарункових зображень з гри різними мовами. У 2009 році було додано ряд відео, які розповідають про цікаві аспекти обміну подарунками. До цього було додано інтерактивне відео від Hustream, яке розповідало про концепцію гри та представляло нагороди та зміст гри.
Gift Trap жертвував по одному примірнику гри благодійній організації Right To Play за кожні десять проданих копій із першого випуску 10 000 ігор.

## Реакція
Gift Trap отримав премію Major Fun Party від Берні ДеКовена у вересні 2006 року і був представлений у шоу Dreamers & Schemers на CBC Venture у грудні 2006 року. Огляди Тома Васеля, Бруно Файдутті, Скотта Ніколсона та Грега Шлоссера сприяли тому, що Gift Trap отримав відомість напередодні першого святкового сезону.
У 2007 році Gift Trap переміг у рейтингу Party Game of the Year у Франції від Бруно Файдутті і Best New Party Game 2008 і потрапив до списку «Games 100» журналу Games у США. У 2009 році Gift Trap виграв німецьку премію Spiel des Jahres: Special award: Party Game.
Gift Trap перекладено загалом на вісім мов. У 2010 році було випущено шосте видання гри, де з'явилися останні чотири мовні версії: китайська, російська, грецька та японська.
Станом на 2020-ті роки гра була відсутня в продажу.